# Fareed Haque

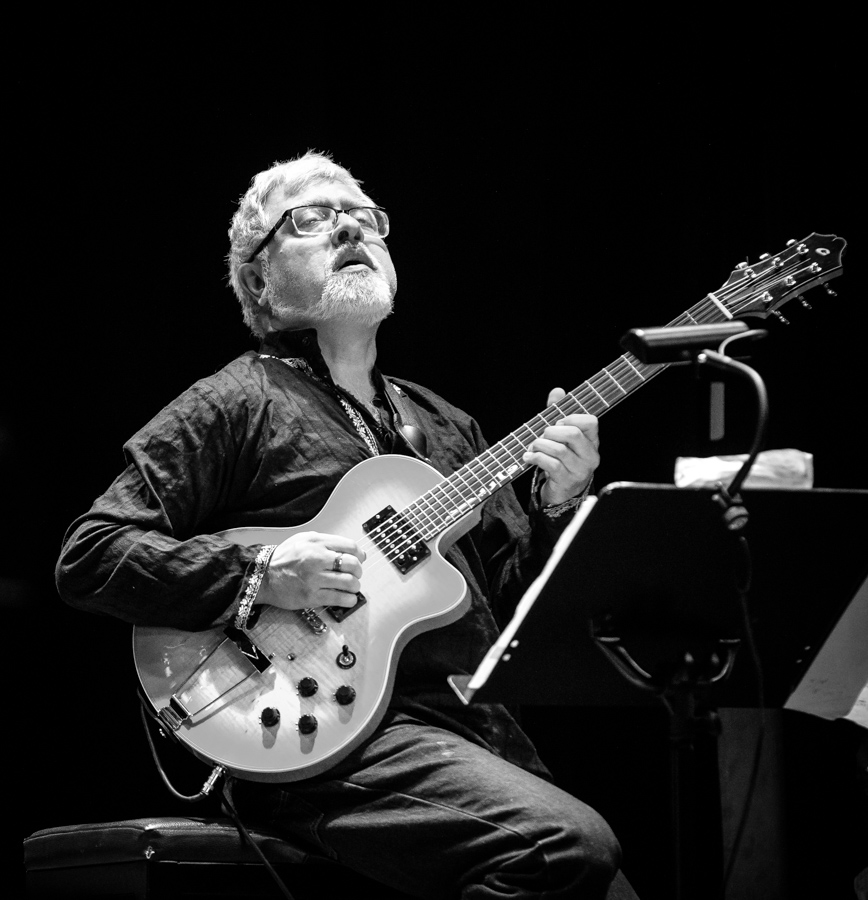
Fareed Haque, Oslo (2019)
Bild: Tore Sætre

Fareed Haque (* 1963 in Chicago, Illinois) ist ein amerikanischer Jazz-Gitarrist.

## Leben und Wirken
Der Sohn eines pakistanischen Vaters und einer chilenischen Mutter war in seiner Jugend mit seinen Eltern viel auf Reisen und lebte u. a. in Spanien, Frankreich, dem Iran, Pakistan und Chile, wo er unterschiedlichste musikalische Einflüsse aufnahm.
Ab 1981 studierte er an der North Texas State University Jazzgitarre bei Jack Peterson, später an der Northwestern University klassische Gitarre bei David Buch, John Holmquist und Anne Waller. Er arbeitete u. a. mit Ron Carter, Tony Williams, Dizzy Gillespie, Paquito D’Rivera, Dave Holland, Bob James, Sting, Cassandra Wilson, Javon Jackson, Joe Zawinul, Kurt Elling, Lester Bowie, Arturo Sandoval, Bob James, Joe Henderson, Kahil El’Zabar, Defunkt, Ramsey Lewis und Melvin Rhyne. 1988 debütierte er als Bandleader mit dem Album Voices Rising bei Stings Label Pangaea Records, später erschienen mehrere Alben bei Blue Note. 
Als klassischer Gitarrist trat Haque mit Nigel Kennedy, Robert Conant, Edgar Meyer, Stephen Stubbs, Frank Bungarten, dem Vermeer Quartet und mehreren Sinfonieorchestern auf. Außerdem unterrichtet er seit 1989 an der Northern Illinois University Jazz- und klassische Gitarre, wo er mittlerweile eine außerordentliche Professur innehält.
Haque erhielt eine Auszeichnung als Most Valuable Player auf dem 2002 High Sierra Music Festival.

## Diskographische Hinweise
- Voices Rising mit John Adair, Rob Amster, Cliff Carter, David Derge, Alejandro Espinosa, Tony Levin, Rick Marotta, Edward Petersen, Joe Pusateri, Steve Rodby, Fred Simon, David Spinozza, 1988
- Manresa mit John Adair, Fred Simon, 1989
- Sacred Addiction mit Tom Brechtlein, Billy Childs, Luis Conte, Bill Dickens, Charles Fambrough, Howard Feiten, David Goldblatt, John Leftwich, Sal Marquez, Bill Preskill, Kim Richmond, Patrice Rushen, Doug Webb, 1993
- Opaque mit Hamid Drake, Jonathan Paul, Mark Walker, 1995
- Deja Vu mit Joe Bianco, David Chelimsky, Elizabeth Conant, Larry Gray, Tim Mulvenna, David Onderdonk, Jonathan Paul, Ron Perillo, Joe Rendon, Kim Schwartz, Carlos Villalobos, 1996
- Cosmic Hug mit Joe Bianco, Jay Cappo, Orlando Cotto, Eric Levy, Kalyan Pathak, Jonathan Paul, 2005
- George Brooks Summit: Spirit and Spice mit Kai Eckhardt, Zakir Hussain, und Steve Smith, 2010